# مسلمو بانسفور
مسلمو بانسفور، مجتمع مسلم يقطن في ولاية أوتار براديش في الهند، هم مسلمون متحولون من الديانة الهندوسية من طبقة بانسفور.
وبانسفور هو تقسيم فرعي من مجتمع دوم، الذين أمتهنوا حرفة تصنيع الأثاث من الخيزران. ولا يعرف إلا القليل عن الظروف الدقيقة لتحول بعض مجموعات البانسفور إلى الإسلام.